# Fricativa pós-alveolar sonora
A fricativa pós-alveolar sonora é um tipo de fonema consonantal empregado em alguns idiomas. O símbolo deste som no alfabeto fonético internacional é "AFI: [ʒ]", enquanto no X-SAMPA é "Z".

## Transcrição
O símbolo no Alfabeto Fonético Internacional que representa este som é a forma minúscula da letra Ezh ⟨Ʒ ʒ⟩ (/ ɛʒ /), e o símbolo X-SAMPA equivalente é Z. Um símbolo alternativo usado em alguns linguísticos americanos mais antigos literatura é ⟨ž⟩, az com um caron. Em algumas transcrições de alfabetos, como o cirílico, o som é representado pelo dígrafo zh.
O som ocorre em vários idiomas e, como em inglês e francês, pode apresentar arredondamento labial simultâneo ([ʒʷ]), embora isso raramente seja indicado na transcrição.

## Características
- Seu modo de articulação é fricativa sibilante, o que significa que geralmente é produzida canalizando o fluxo de ar ao longo de uma ranhura na parte posterior da língua até o local de articulação, ponto em que é focado contra a borda afiada dos dentes quase cerrados, causando turbulência de alta frequência.
- Seu ponto de articulação é palato-alveolar.
- Sua fonação é sonora, o que significa que as cordas vocais vibram durante a articulação.
- É uma consoante oral, o que significa que o ar só pode escapar pela boca.
- O mecanismo de fluxo de ar é pulmonar, o que significa que é articulado empurrando o ar apenas com os pulmões e o diafragma, como na maioria dos sons.

## Ocorrências
- Português (europeu):
  - som da letra J: jovem [ˈʒɔvɐ̃j];
  - som da letra G antes de e ou i: geral [ʒɨˈɾaɫ].

No português brasileiro este som geralmente é muito mais palatalizado, como o japonês, assim como a palatalização de ti e di. No português europeu tal tipo de som palatalizado é encontrado no fim das sílabas representando o fonema /s/, como na palavra mesmo.
| Língua           | Língua            | Palavra                                           | AFI          |
| ---------------- | ----------------- | ------------------------------------------------- | ------------ |
| Adyghe           | Adyghe            | жакӀэ                                             | [ʒaːtʃʼa]ⓘ   |
| Albanês          | Albanês           | zhurmë                                            | [ʒuɾm]       |
| Árabe            | Maghrebi          | زوج                                               | [zuʒ]        |
| Armênio          | Oriental          | ժամ                                               | [ʒɑm]ⓘ       |
| Avar             | Avar              | жакъа                                             | [ˈʒaqʼːa]    |
| Azerbaijani      | Azerbaijani       | jalüz                                             | [ʒalyz]      |
| Berta            | Berta             | [ŋɔ̀nʒɔ̀ʔ]                                          | [ŋɔ̀nʒɔ̀ʔ]     |
| Búlgaro          | Búlgaro           | мъжът                                             | [mɐˈʒɤ̞t̪]     |
| Chechen          | Chechen           | жий / ƶiy                                         | [ʒiː]        |
| Chinês           | Dialeto Quzhou    | 床                                                | [ʒɑ̃]         |
| Corso            | Corso             | ghjesgia                                          | [ˈjeːʒa]     |
| Tcheco           | Tcheco            | muži                                              | [ˈmuʒɪ]      |
| Holandês         | Holandês          | garage                                            | [ɣäˈräːʒə]   |
| Emiliano         | Bolonhês          | chèṡ                                              | [ˈkɛːð̠]      |
| Inglês           | Inglês            | vision                                            | [ˈvɪʒən]ⓘ    |
| Esperanto        | Esperanto         | manĝaĵo                                           | [maɲˈd͡ʒaʒo̞]  |
| Francês          | Francês           | Jour                                              | [ʒuʁ]        |
| Alemão           | Padrão            | Garage                                            | [ɡaˈʁaːʒʷə]  |
| Georgiano        | Georgiano         | ჟურნალი                                           | [ʒuɾnali]    |
| Goemai           | Goemai            | zhiem                                             | [ʒiem]       |
| Grego            | Cipriota          | γαλάζ̌ο                                            | [ɣ̞ɐˈlɐʒːo̞]   |
| Gwich’in         | Gwich’in          | zhòh                                              | [ʒôh]        |
| Hän              | Hän               | zhùr                                              | [ʒûr]        |
| Hebraico         | Hebraico          | ז׳אנר                                             | [ʒaneʁ]      |
| Híndi            | Híndi             | अझ़दहा                                              | [əʒd̪əhaː]    |
| Húngaro          | Húngaro           | rózsa                                             | [ˈr̪oːʒɒ]     |
| Ingush           | Ingush            | жий/žii                                           | [ʒiː]        |
| Italiano         | Tuscano           | pigiare                                           | [piˈʒäːre]   |
| Judeo-Espanhol   | Judeo-Espanhol    | mujer                                             | [muˈʒɛr]     |
| Juǀ'hoan         | Juǀ'hoan          | ju                                                | [ʒu]         |
| Cabardiano       | Cabardiano        | жыг                                               | [ʒəɣʲ]       |
| Kabyle           | Kabyle            | jeddi                                             | [ʒəddi]      |
| Cashúbio         | Cashúbio          | kòżdi rôz                                         | [kʷʒdi rɞz]  |
| Cazaque          | Cazaque           | жеті/jeti                                         | [ʒeti]       |
| Letão            | Letão             | žāvēt                                             | [ˈʒäːveːt̪]   |
| Liguriano        | Liguriano         | lüxe                                              | ['ly:ʒe]     |
| Limburguês       | Maastrichtiano    | zjuweleer                                         | [ʒy̠β̞əˈleːʀ̝̊]  |
| Lituano          | Lituano           | žmona                                             | [ʒmoːˈn̪ɐ]    |
| Livoniano        | Livoniano         | kūž                                               | [kuːʒ]       |
| Lombardo         | Ocidental         | resgiôra                                          | [reˈʒu(ː)ra] |
| Macedonian       | Macedonian        | жaбa                                              | [ˈʒaba]      |
| Megrelian        | Megrelian         | ჟირი                                              | [ʒiɾi]       |
| Navajo           | Navajo            | łizh                                              | [ɬiʒ]        |
| Neapolitan       | Neapolitan        | sbattere                                          | [ˈʒbαttərə]  |
| Ngas             | Ngas              | zhaam                                             | [ʒaːm]       |
| Ngwe             | Mmockngie dialect | [ʒíá]                                             | [ʒíá]        |
| Ocitano          | Auvergnat         | argent                                            | [aʀʒẽ]       |
| Ocitano          | Gascon            | argent                                            | [arʒen]      |
| Pashto           | Pashto            | ژوول                                              | [ʒowul]      |
| Persa            | Persa             | مژه                                               | [moʒe]       |
| Polones          | Gmina Istebna     | zielony                                           | [ʒɛˈlɔn̪ɘ]    |
| Polones          | Dialeto Lubawa    | zielony                                           | [ʒɛˈlɔn̪ɘ]    |
| Polones          | Dialeto Malbork   | zielony                                           | [ʒɛˈlɔn̪ɘ]    |
| Polones          | Dialeto Ostróda   | zielony                                           | [ʒɛˈlɔn̪ɘ]    |
| Polones          | Dialeto Warmia    | zielony                                           | [ʒɛˈlɔn̪ɘ]    |
| Português        | Português         | loja                                              | [ˈlɔʒɐ]      |
| Romeno           | Romeno            | jar                                               | [ʒär]        |
| Serbo-Croata     | Serbo-Croata      | жут / žut                                         | [ʒûːt̪]       |
| Silesiano        | Gmina Istebna     | Predefinição:Example needed                       |              |
| Silesiano        | Jablunkov         | Predefinição:Example needed                       |              |
| Sioux            | Lakota            | waŋži                                             | [wãˈʒi]      |
| Esloveno         | Esloveno          | žito                                              | [ˈʒìːtɔ]     |
| Espanhol         | Rioplatense       | yo (Rioplatense), ellos (Ecuadorian, Rioplatense) | [ʒo̞][eʒos]   |
| Tadaksahak       | Tadaksahak        | [ˈʒɐwɐb]                                          | [ˈʒɐwɐb]     |
| Tagish           | Tagish            | [ʒé]                                              | [ʒé]         |
| Turco            | Turco             | jale                                              | [ʒäːˈlɛ]     |
| Turquemem        | Turquemem         | žiraf                                             | [ʒiraf]      |
| Tutchone         | Northern          | zhi                                               | [ʒi]         |
| Tutchone         | Southern          | zhǜr                                              | [ʒɨ̂r]        |
| Ucraniano        | Ucraniano         | жaбa                                              | [ˈʒɑbɐ]      |
| Urdu             | Urdu              | اژدہا                                             | [əʒd̪ahaː]    |
| Veps             | Veps              | vīž                                               | [viːʒ]       |
| Welayta          | Welayta           | [aʒa]                                             | [aʒa]        |
| Frísio ocidental | Frísio ocidental  | bagaazje                                          | [bɑˈɡaʒə]    |
| Íidiche          | Íidiche           | אָראַנזש                                            | [ɔʀanʒ]      |
| Zapotec          | Tilquiapan        | llan                                              | [ʒaŋ]        |

## Fricativa pós-alveolar expressa não sibilante
A fricativa não sibilante pós-alveolar sonora é um som consonantal. Como o Alfabeto Fonético Internacional não possui símbolos separados para as consoantes pós-alveolares (o mesmo símbolo é usado para todos os locais de articulação coronais que não são palatalizados), este som geralmente é transcrito ⟨ɹ̠˔⟩ (retraído contraído [ɹ] ) O símbolo X-SAMPA equivalente é r\_-_r.

## Características
Sua forma de articulação é fricativa, ou seja, produzida pela constrição do fluxo de ar por um canal estreito no local da articulação, causando turbulência. No entanto, não tem a língua estriada e fluxo de ar direcionado, ou as altas frequências de uma sibilante.
- Seu modo de articulação é pós-alveolar, o que significa que é articulado com a ponta ou a lâmina da língua atrás da crista alveolar.

- Sua fonação é sonora, o que significa que as cordas vocais vibram durante a articulação.

- É uma consoante oral, o que significa que o ar só pode escapar pela boca.

- O mecanismo de fluxo de ar é pulmonar, o que significa que é articulado empurrando o ar apenas com os pulmões e o diafragma, como na maioria dos sons.

## Ocorrência
| Língua    | Língua    | Palavra | AFI     | Signficado |
| --------- | --------- | ------- | ------- | ---------- |
| Holandês  | Holandês  | meer    | [meːɹ̠˔] | Lago       |
| Tailandês | Krungthep | ยี       | [ɹ̠˔īː]  | Destruir   |
| Mandarim  | Tainan    | 肉      | [ɹ̠˔ôʊ]  | Carne      |
| Manx      | Manx      | mooar   | [muːɹ̠˔] | Lago       |

## Características
- Seu modo de articulação é fricativo.
- Seu ponto de articulação é palatoalveolar.
- É sonora em relação ao papel das pregas vocais.
- É oral em relação ao papel das cavidades bucal e nasal